# Chromis nigroanalis
Chromis nigroanalis és una espècie de peix de la família dels pomacèntrids i de l'ordre dels perciformes.

## Morfologia
Els mascles poden assolir els 12 cm de longitud total.

## Distribució geogràfica
Es troba a les Maldives, Kenya i al Mar de Java.